# 虹の彼方に
「虹の彼方に」（にじのかなたに、原題: Over the Rainbow）は、1939年のミュージカル映画『オズの魔法使』でジュディ・ガーランドが歌った劇中歌。
エドガー・イップ・ハーバーグ（Yip Harburg）作詞、ハロルド・アーレン（Harold Arlen）作曲。1939年のアカデミー歌曲賞を受賞している。
「虹の彼方へ」と訳されることもある。

## 解説
ハロルド・アーレンは、映画『オズの魔法使』の音楽作曲を依頼された時点で、既に「ストーミー・ウェザー」など多くの歌曲を作曲して世評の高い作曲家であった。彼がその構想中、妻と街に観劇に出かける途中で、メロディと「Somewhere over the Rainbow」（虹の彼方のいずこか）というフレーズを着想したのが、曲のできたきっかけである。
ハロルド・アーレンはこの曲の出来が気に入り、さっそく作詞を担当するE.Y.ハーバーグに曲を聴かせたが、ハーバーグはガーランド扮する主人公ドロシーが歌うには大人びていると言い、あまり乗り気ではなかった。そこでアーレンは、やはり著名な作詞家であるアイラ・ガーシュウィンに曲を見せ、後押しして貰うことにした。アイラは「良い曲だからぜひ詞を付けるべきだ」と評し、ハーバーグもこの曲の作詞を承知した。ハーバーグは、詞を提供する前に、アーレンにいろいろとアドバイスをしている。
ジュディ・ガーランドの歌でサウンドトラック用の録音もされ、彼女がこの曲を歌うシーンの撮影もなされたが、映画の編集段階になって撮影所幹部たちから、14歳の少女が歌うには大人びた歌で相応しくない、と物言いがつき、「虹の彼方に」の歌唱シーンはカットされかけた。だが映画のプロデューサーであったアーサー・フリードはこの曲が気に入ってカットに猛反対し、この曲は予定通り映画に挿入された。
結果「虹の彼方に」はアカデミー歌曲賞を受賞して大ヒットした。歌ったジュディ・ガーランドにとってもトレードマークとも言えるナンバーとなり、彼女の生涯を通じての持ち歌となった。ジュディが1961年のカーネギー・ホールでのソロ・コンサートで歌ったライブ・バージョンは、特に名唱とされている。同曲は、ガーランドがバイセクシュアルであったことから、後にLGBTのテーマソング的な曲にもなっている。
映画公開後のヒット以来、スタンダード・ナンバーとして世界的に広く親しまれ、多くのカバーの対象となってきた。2001年に全米レコード協会等の主催で投票により選定された「20世紀の名曲」（Songs of the Century）では第1位に選ばれた。

## カヴァー曲
アート・テイタムは、1939年、1948年、1953年、1956年に4つのジャズカバーを録音し、ピアノのオリジナルのメロディーを贅沢に即興で演奏した。1939年版は、映画が公開されてから、わずか3日後に録音された。
この曲は、主人公がジュディと名付けられたジュニアミスの映画版の最後に登場する。
Demensionsは、1960年にBillboard Hot 100で16位に達した作曲家、 Seymour Barabによってアレンジされた、オーケストラ入りの、ドリーミーなドゥーワップバージョンを録音した。 
1966年、ガールグループのパティラベルとブルーベルズは、彼らのアルバム「虹の彼方に」の曲を録音した。これは、ドゥーワップ調のソウルとして、R&Bアルバムチャートで20位にランクされた。
TheVoiceの第3シーズンの出場者であるNicholasDavidは、2012年にBillboardHot100で96位にランクインしたバージョンを48,000部の売り上げで記録した。
世界的なスタンダードであり、多くの音楽家にカヴァーされている。
- エヴァ・キャシディ[注 1]
- イズラエル・カマカヴィヴォオレ
- グレース・ヴァンダーウォール[注 2]
- アリアナ・グランデ
- オリビア・ニュートン＝ジョン
- キース・ジャレット
- マゴ・デ・オズ（Mägo de Oz）
- グレン・ミラー・オーケストラ
- サラ・ヴォーン
- キャサリン・ジェンキンス
- マイケル・ボルトン&ポーラ・フェルナンデス
- ローズマリー・クルーニー
- エリック・クラプトン
- ジェフ・ベック[注 3]
- ドリス・デイ
- フランク・シナトラ
- モダン・ジャズ・カルテット
- レイ・チャールズ
- イングヴェイ・マルムスティーン
- クリス・インペリテリ
- ガンズ・アンド・ローゼス
- エラ・フィッツジェラルド
- レオン・ラッセル
- ロブ・ワッサーマン
- アゼリン・デビソン[注 4]
- 美空ひばり
- 倉木麻衣[注 5]
- 尾崎千瑛[注 6]
- FoZZtone
- UA
- 江利チエミ[注 7]
- 手嶌葵
- LITTLE TEMPO
- 綾戸智恵
- 村治佳織[注 8]
- 純名里沙[注 9]
- トータス松本
- THE ALFEE[注 10]
- KOKIA
- glee
- 小田和正[注 11]
- 今井美樹
- TM NETWORK[注 12]
- かの香織
- 張韶涵[注 13]
- 高垣彩陽
- 清浦夏実[注 14]
- 松田聖子[注 15]
- 城南海[注 16]
- 糸井しだれ[注 17]

また、レインボーはバンド名に因んで、ライブのオープニングでこの曲の一節を演奏していた。
ポール・マッカートニーはビートルズ時代に、ハンブルクのスタークラブでジーン・ヴィセントがロックにアレンジしたバージョンを歌っていた。ジョン・レノンこの曲を好きではなく、ポールのスタンダード好きをよくからかっていた。MCで「ポールがジュディ・ガーランドをやるんだってよ」と発言。

## その他の使用例
- テレビゲーム『レインボーアイランド』では、ステージのBGMがこの曲をミドルテンポにしてアレンジしたものとなっている。
- プロ野球チームの千葉ロッテマリーンズが2009年まで1回の攻撃開始の際にこの歌を合唱していた。
- Jリーグチームの柏レイソル、モンテディオ山形、ファジアーノ岡山も選手入場の際にこの歌を合唱している。
- 大宮アルディージャもスターティングメンバー発表時にこの曲のアレンジを使用していたことがある。
- 近畿日本鉄道では五十鈴川駅到着時の車内チャイムとして使用されていた。
- 日本国有鉄道では特急の車内チャイムとして使用されていた。
- 北近畿タンゴ鉄道ではKTR001形「タンゴエクスプローラー」のミュージックホーンとして使用されていた。
- 北近畿タンゴ鉄道KTR001形気動車 - この車両のミュージックホーンに本曲が使われていた。現在では定期運用から離脱している。
- 五十鈴川駅 - 特急車内放送の接近チャイムが本曲のアレンジ。
- 映画『フィラデルフィア物語』では、ジェームズ・ステュアートが酔っぱらったキャサリン・ヘプバーンを運ぶときに歌っている。
- NHK大河ドラマ『山河燃ゆ』 - 登場人物が歌唱するシーンなどがあり、劇中でも大きな役割を果たしている。